# Pflanzenknolle

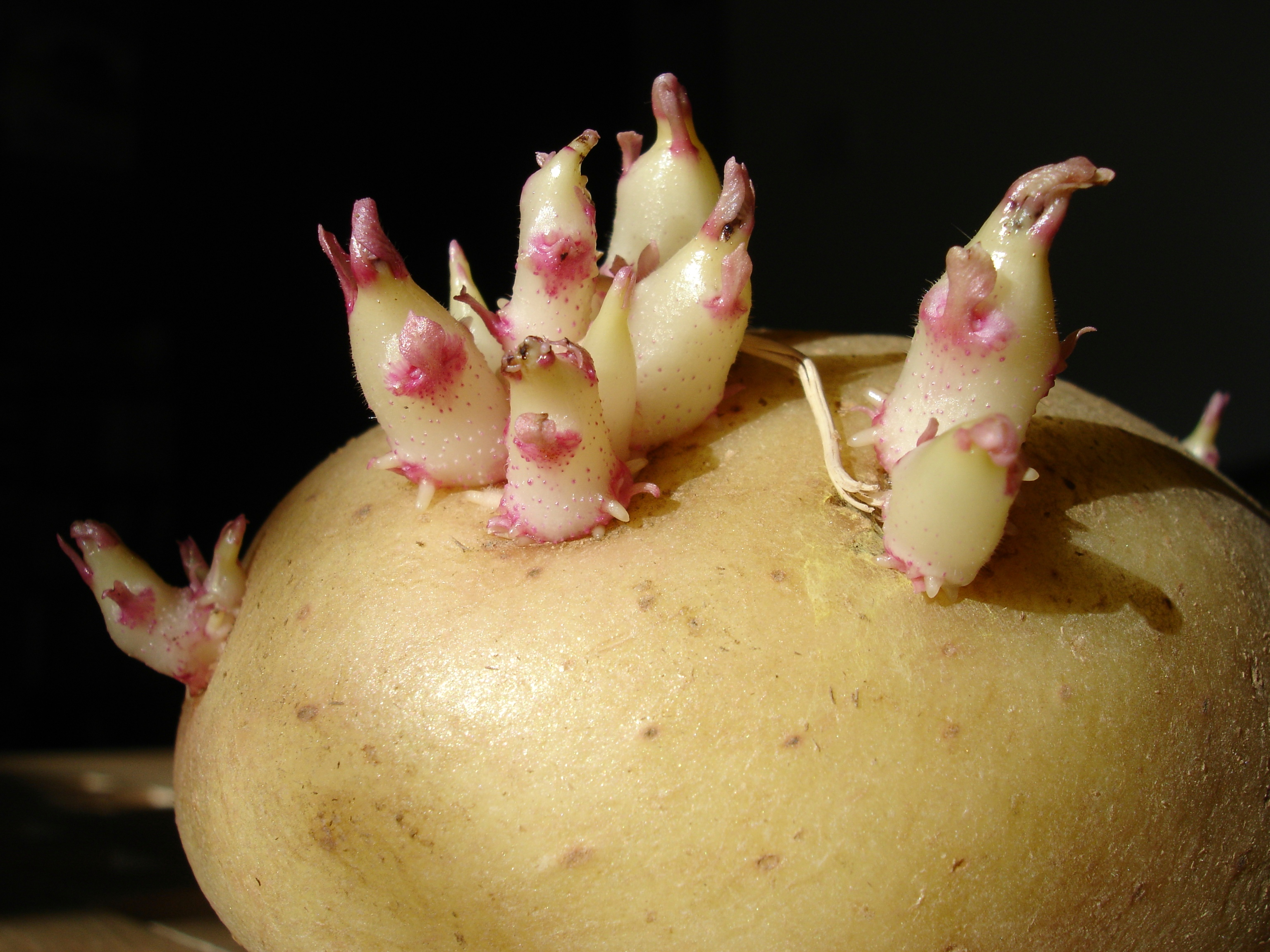
Austreibende Sprossknolle der Kartoffel (Solanum tuberosum)

Eine Pflanzenknolle ist ein fleischiges, verdicktes Speicherorgan von Pflanzen, das meist unter der Erde wächst. Viele wilde Blütenpflanzen bilden Knollen, die unter der Erde weiterleben, wenn die oberirdischen Sprossteile verwelken, und die dann in der nächsten Vegetationsperiode wieder austreiben, beispielsweise das Scharbockskraut und die Kanaren-Glockenblume. Zu den Zierpflanzen, deren Knollen in Gärten eingepflanzt werden, gehören die Dahlien. 
Die in der Landwirtschaft genutzten Pflanzenknollen werden auch Knollengemüse oder Knollenfrüchte genannt, obwohl es sich nicht um Früchte im botanischen Sinne handelt. Pflanzenknollen sind Metamorphosen der pflanzlichen Grundorgane Sprossachse (Sprossknolle) oder Wurzel (Wurzelknolle). Die Knolle dient den Pflanzen zur Speicherung von Reservestoffen und zur Überdauerung ungünstiger Lebensverhältnisse wie Winter oder Trockenheit. Zwiebeln sind im Gegensatz zu Knollen Metamorphosen von Sprossachse und Blättern, wobei die umgewandelten Blätter die Speicherfunktion übernehmen. Die bekanntesten Knollen sind die essbaren Sprossknollen der Kartoffel. Wurzelknollen findet man bei Maniok, Yams und Yacon. 
Sprossknollen können durch starke Verdickung des Hypokotyls entstehen oder aus Sprossinternodien hervorgehen. Reine Hypokotylknollen entwickelt das Alpenveilchen sowie zahlreiche zweijährige Pflanzen wie das Radieschen oder die Rote Rübe. Eine typische Sprossknolle, die von höheren beblätterten Sprossabschnitten gebildet wird, hat der Kohlrabi. Die unterirdischen Sprossknollen unterscheiden sich von den Wurzelstöcken durch größere Dicke, begrenztes Wachstum und meist auch Fehlen von Wurzeln.

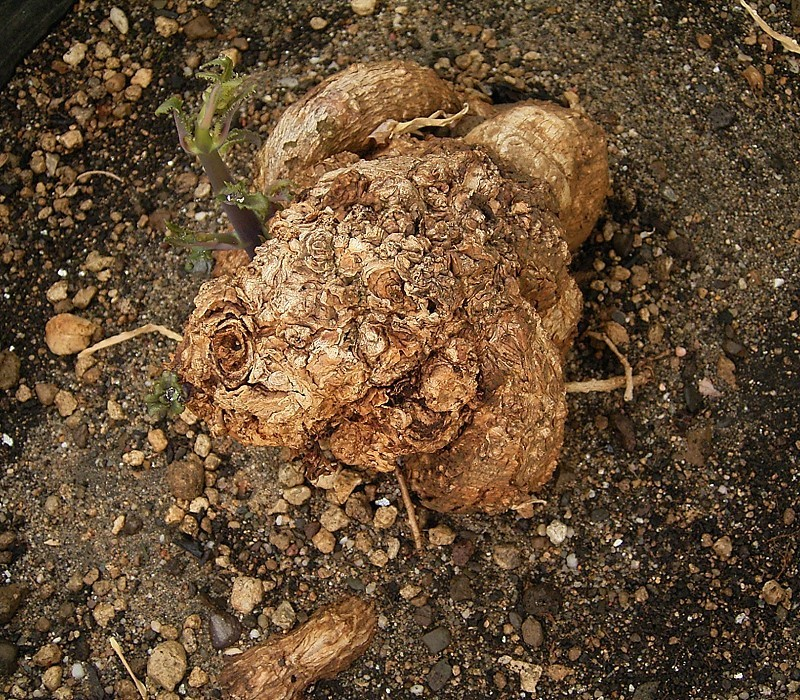
Austreibende Knolle der Canarina canariensis
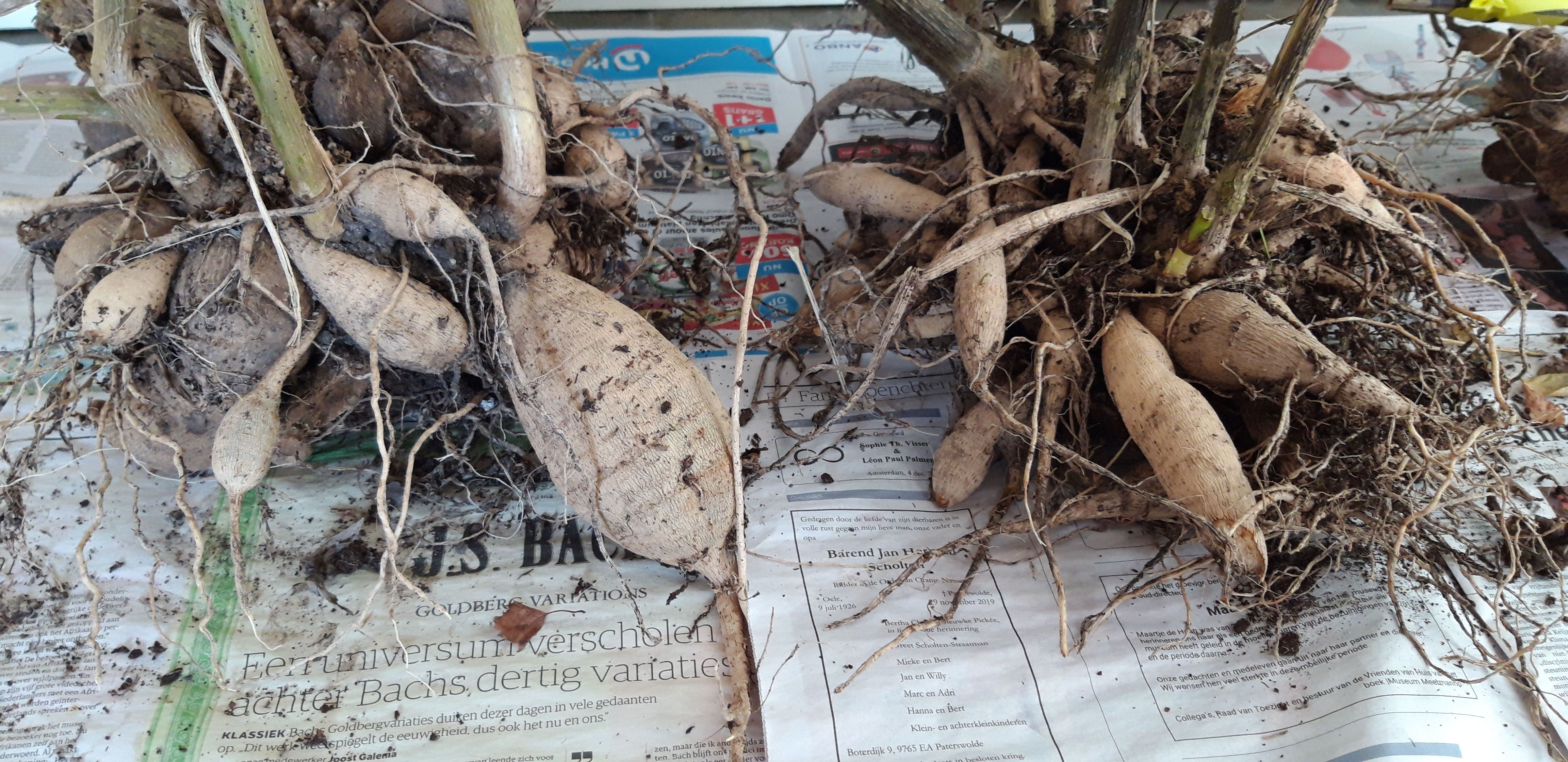
Ausgegrabene Dahlienknollen
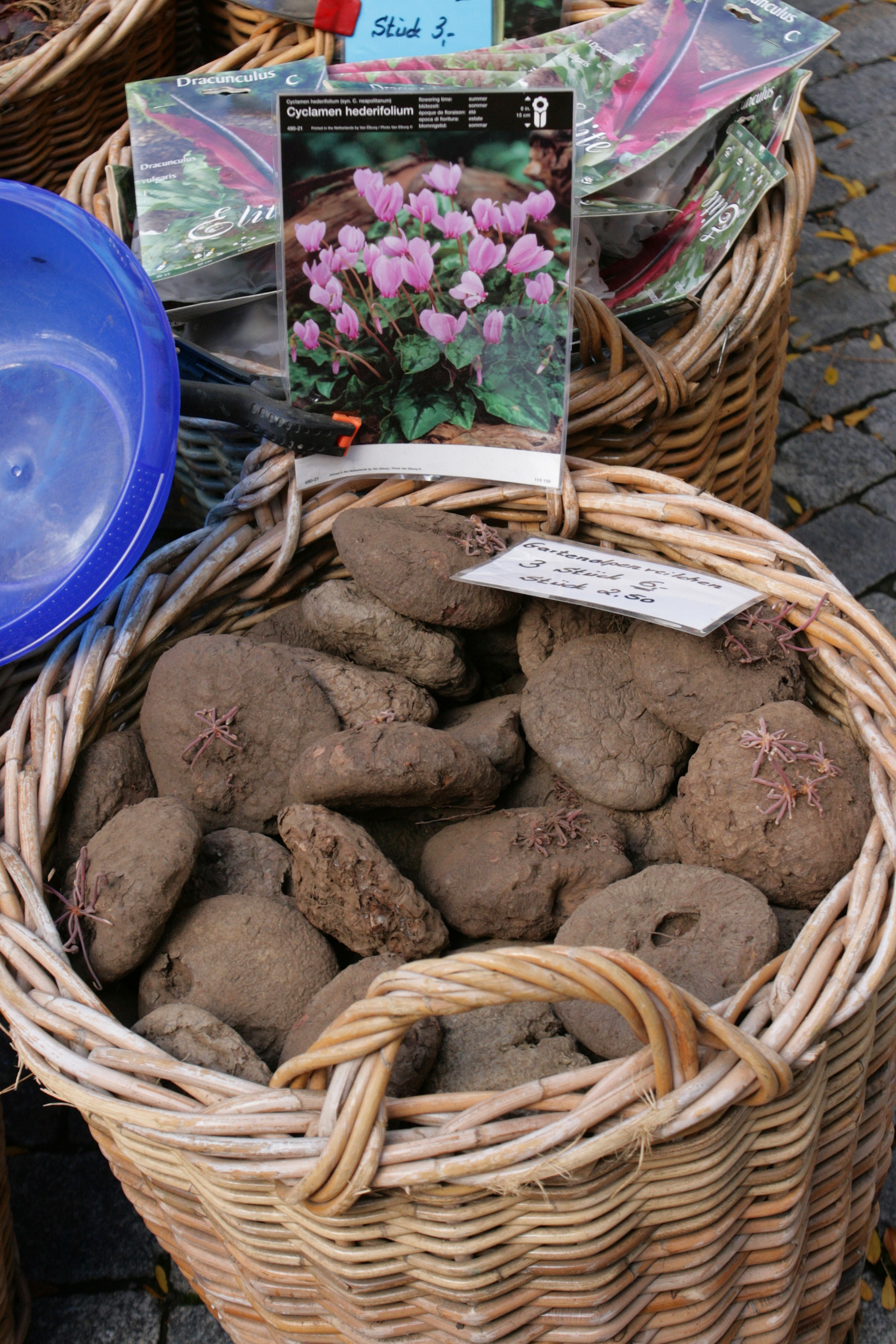
Knollen des Alpenveilchens
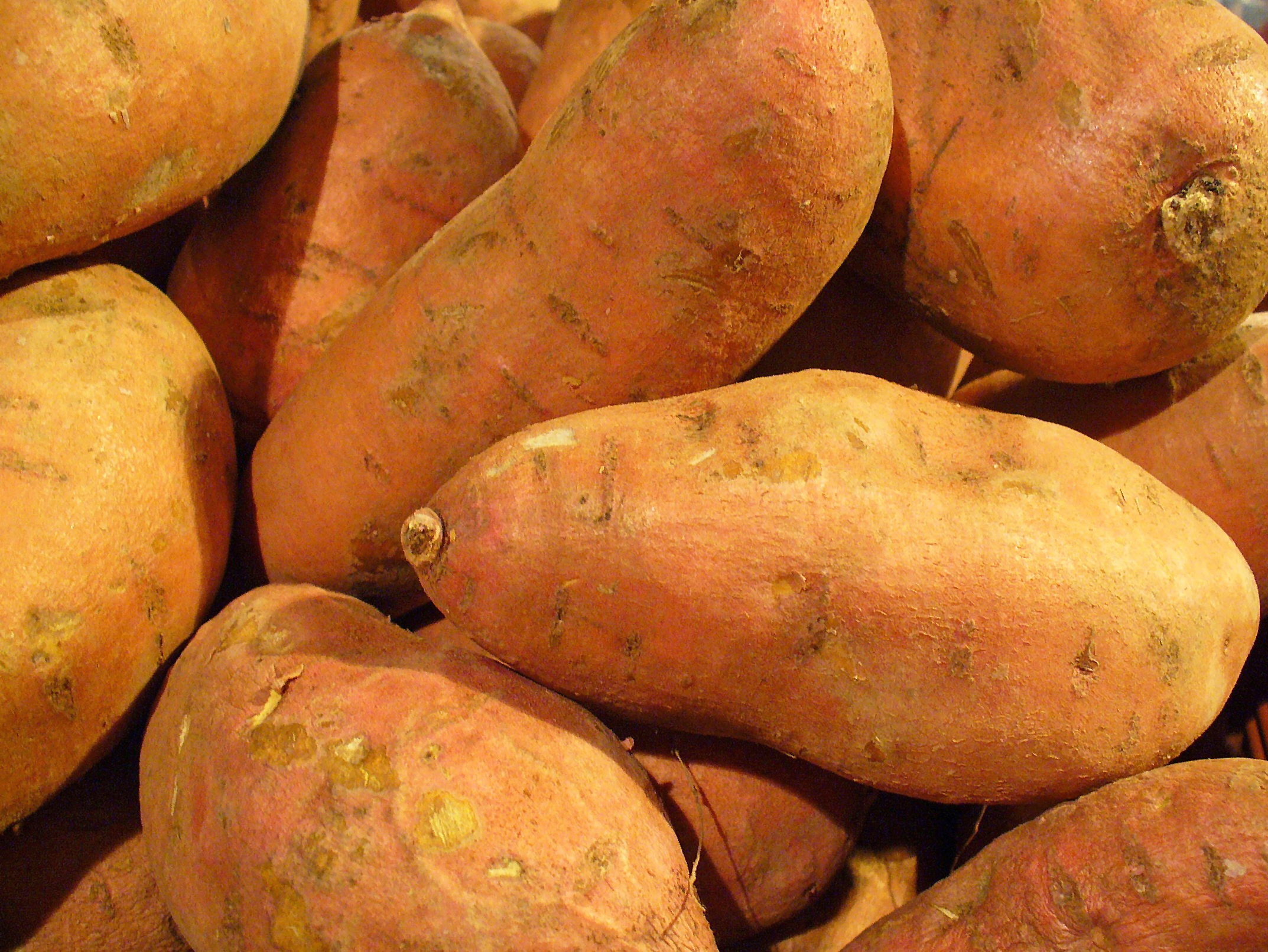
Wurzelknollen der Süßkartoffel
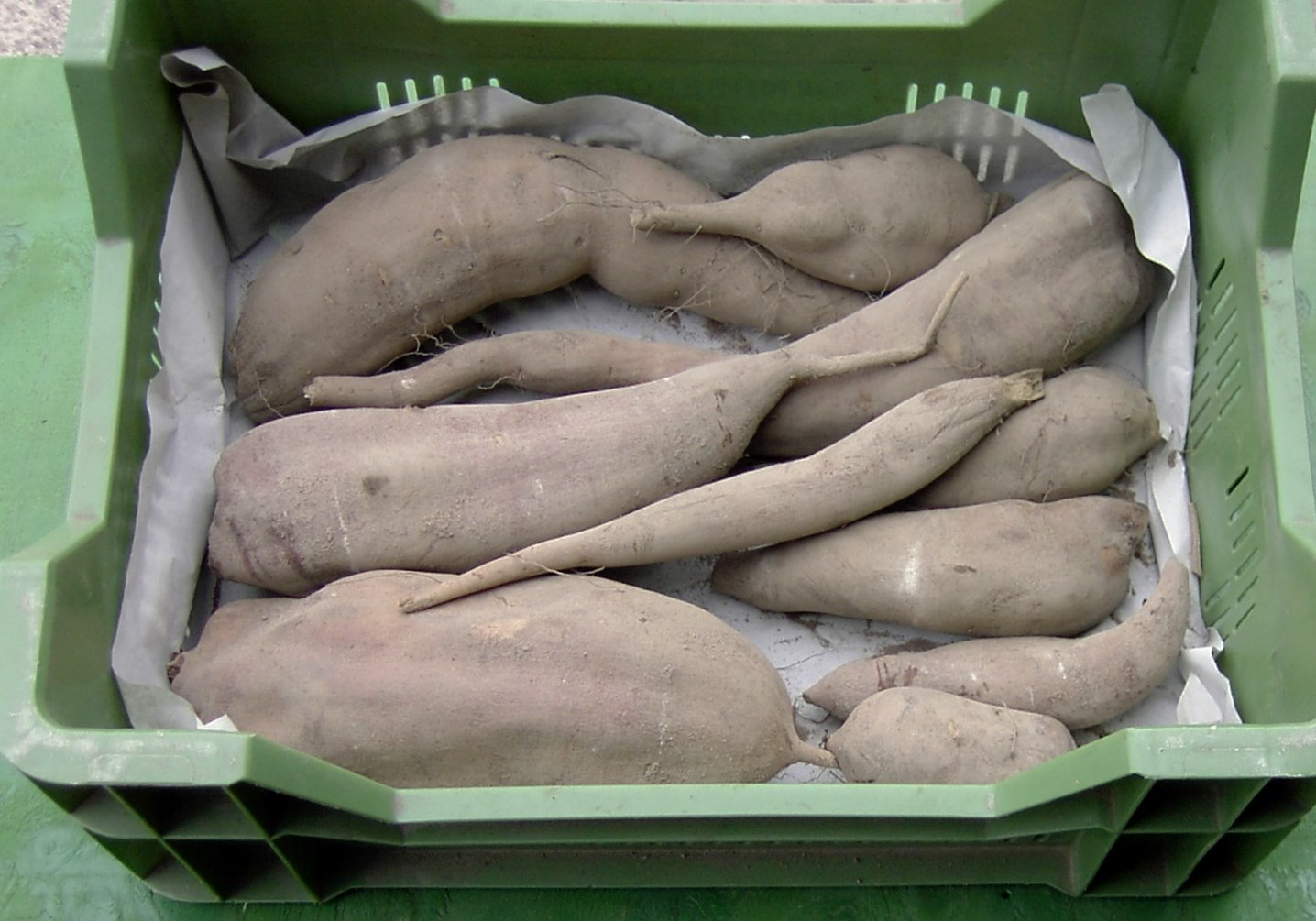
Knollen der Yacon
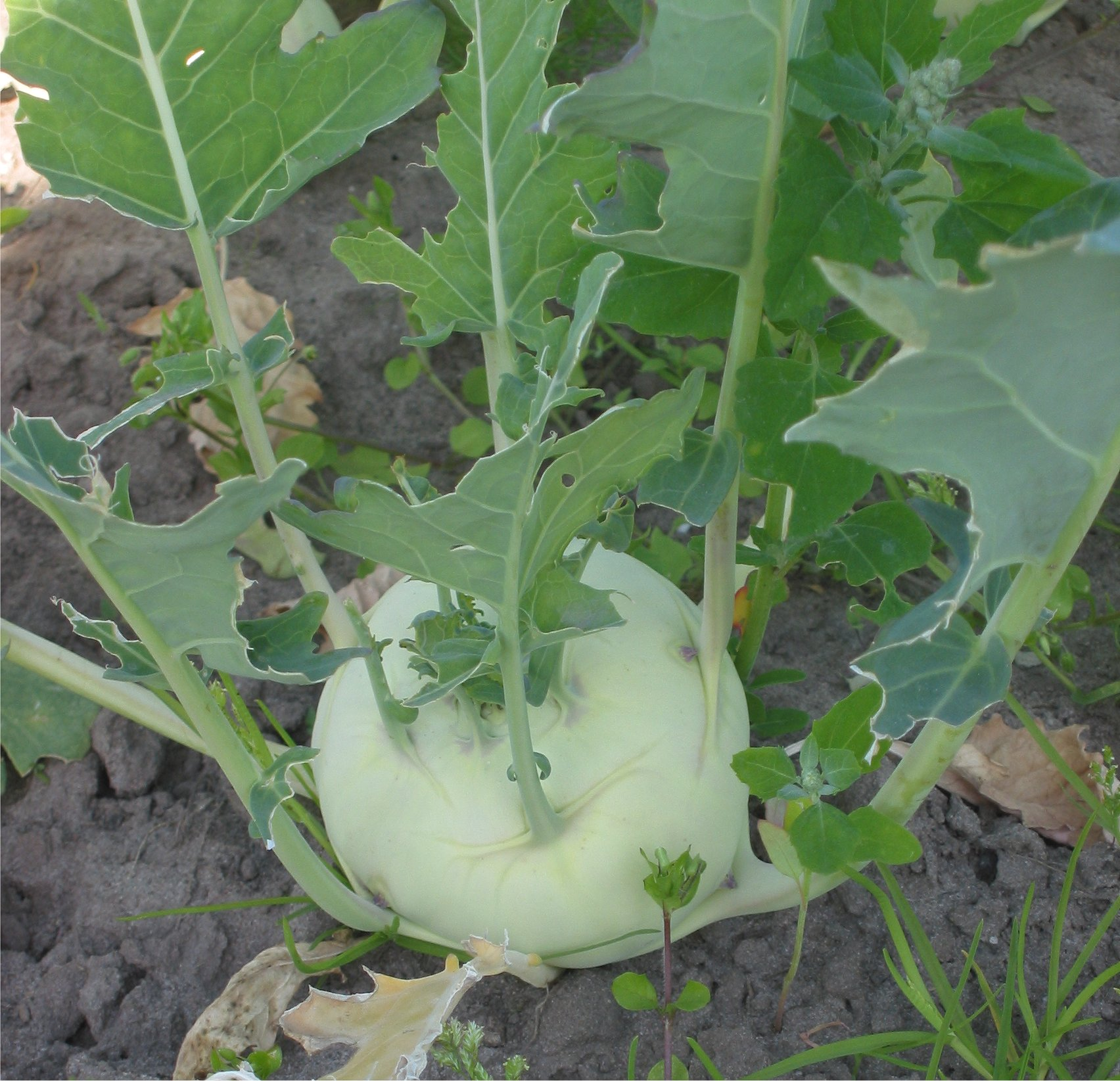
Kohlrabi mit beblätterter Sprossknolle
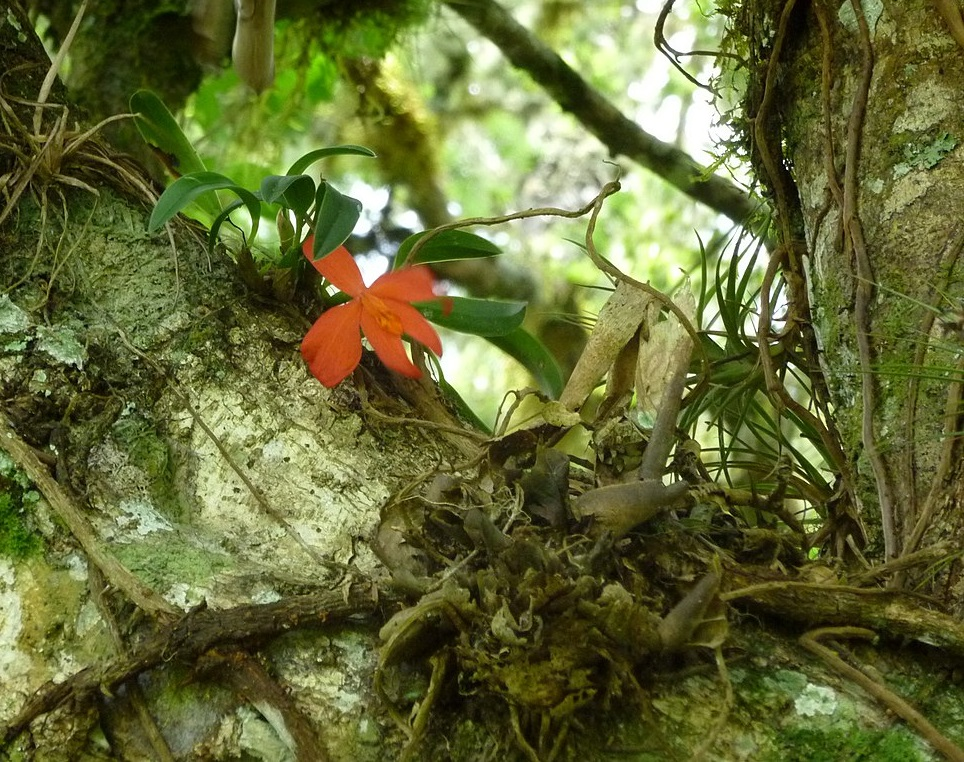
Epiphytische Orchidee mit an Zwiebelblätter erinnernden Sprossknollen

Viele Epiphyten mit xeromorphem Bau haben Sprossknollen als Wasserspeicher entwickelt, um die Niederschläge rasch aufzufangen, so beispielsweise manche epiphytische Orchideen der Gattung Oncidium.  
Bei den Hülsenfrüchtlern leben Knöllchenbakterien in Verdickungen der Wurzel. Diese Knöllchen sind allerdings keine Knollen im hier behandelten Sinne.

## Anatomie der Wurzelknolle
Wurzelknollen zeigen den typischen Aufbau der Kormophytenwurzel; der von einer sekundären Endodermis umgebene Zentralzylinder mit Perizykel, Xylem- und Phloemsträngen und umgebender Rindenschicht. Diese Rindenschicht wird bei der Wurzelknolle durch Einlagerung vieler vergleichsweise großer Amyloplasten in ein großzelliges Stärkespeicherparenchym umgewandelt. Weiterhin ist die Differenzierung der Amyloplasten in der Bildungszone des Speicherparenchyms um den Zentralzylinder herum dargestellt.